# Раднашири
Раднашири — монгольская хатун в период правления Аюрбарибада, правившего в 1311—1320 годах.

## Биография
Точная дата и место рождения неизвестны.
В 1311 году император Хайсан умер, и Аюрбарибад стал его приемником.
Стала великой ханшей в 1311 году, и была ей вплоть до 1320 года, года смерти своего супруга. Хоть по положению она была выше всех других ханш, но по влиятельности уступала Таджи.
Умерла в 1322 году.